# Филип VI Валоа
Филип VI Валоа (фр. Philippe VI de France, Philippe de Valois; 1293 — 1350) био је француски краљ од 1328. до 1350. године. Оснивач је династије Валоа. Започео је Стогодишњи рат. Отац му је Карло Валоа, брат Филипа IV Лепог.

## Успон на трон
Краљ Карло IV Лепи умире 1328. без мушких наследника. Тиме се ствара криза. Била су два главна претендента за престо и неколико мањих. Један од главних претендената за престо је био енглески краљ Едвард III преко своје мајке Изабеле Француске. Филип VI Валуа долази на трон на основу захтева да се спроводи Салијски закон, по коме наслеђивање не може да иде преко женске линије. Отац му је био брат краља Филипа IV Лепог, тако да је његово право наслеђено по мушкој линији.
Међутим, Филип VI Валоа није наследник Јоване I од Наваре, чије наследство је укључивало краљевство Наваре, као и Шампања, Троа и Бриј. Те територије су биле у персоналној унији са Француском након венчања краља Филипа IV Лепог и Јоване I од Наваре. Иста краљевска бирократска машинерија је водила те територије, као и осталу Француску.
Законити наследник тих територија је Јована II од Наваре, ћерка француског краља Луја X. Филип VI Валоа предаје Навару Јовани II од Наваре, а за Шампању су склопили споразум, по коме Јована II од Наваре добија делове Нормандије као компензацију за Шампању.

## Владавина
Почиње владати победом у Фландрији у бици код Касела у августу 1328. године. Поново поставља на власт у Фландрији Луја I Фландријског, који је народном побуном био збачен са власти. Француско мешање у фландриске ствари довело је до смањивања градских слобода, што је изазвало страшну огорченост фландриских комуна и против грофа и против Француза. Представници градских заната почели су сада да траже савезнике у Енглеској, с којом су имали многобројне економске везе.
За Филипове се владе нешто проширио краљевски домен преко граница француске краљевине. 1343. године добијена је за новац област Дофинеја, која је некада улазила у састав Бургундиске краљевине, а затим била део Светог римског царства. Од тог времена титула престолонаследника постаје дофен, пошто је Дофинеја сматрана његовим поседом, апанажом. Али, то проширење краљевског домена није могло да надокнади губитке које је одмах затим претрпела Француска у дуготрајном рату са Енглеском, рату који је у историји добио назив Стогодишњег рата.
У почетку је био у пријатељским односима са Едвардом III. Чак су планирали заједнички крсташки рат 1332, али нису га никад извели. Болна тачка односа је био статус војводства Аквитаније. Едвард III је имао домаћих проблема па прихвата Филип VI Валоа као краља Француске у замену за Аквитанију. Кад је Едвард III кренуо 1333. у рат против Шкота, Филип VI Валоа тражи Аквитанију. Ту се се напетости повећале. После пораза Шкота, шкотски краљ Давид II налази 1334. уточиште код Филипа VI Валое. Филип VI захтева повратак Давида II на шкотски престо, што разљућује Едварда III.
До 1336, Едвард III и Филип VI Валоа били су у непријатељским односима, али још не у рату. Едвард III нуди уточиште једном пребегу из Француске Роберу III Артуа, бившем саветнику француског краља, који је фалсификовао документе у покушају добијања наследства. Француска га је прогањала, а Едвард III му даје племство, па Филип VI Валоа проглашава рат 24. маја 1337, под изговором да је Едвард III утврдио Аквитанију да би се побунио.
Године 1336. наредио је фландриски гроф под притиском Француске да се похапсе енглески трговци који се налазе у Фландрији. То је одмах изазвало енглеског краља Едварда III да одговори репресалијама, да нареди хапшење фландриских трговаца у Енглеској и да забрани извоз вуне из Енглеске у Фландрију. Та је мера имала за последицу затварање читавог низа радионица, пропадање мноштва сукнара и незапосленост широке масе калфи, које су сада морале да лутају земљом и да просјаче. Тада су фландриске занатлије, на челу с крупним ганским сукнаром Јаковом Артевелдом, похитали да се споразумеју са Енглезима 1338. године. Тиме почиње Стогодишњи рат.

## Стогодишњи рат
Филип VI Валоа улази у Стогодишњи рат са позиција силе. Француска је била богатија и имала је готово 7 пута више становништва од Енглеске. Осим тога била је на врхунцу средњовековне славе.
Рату је претходила сложена дипломатска припрема. Едвард III је развио читав систем савеза. Помоћу злата привукао је на своју страну немачког цара и неколико немачких кнежева. Филип VI је тада објавио конфискацију Гијене. Као одговор на то енглески краљ је истакао своја права на француску круну и бацио рукавицу Филипу. Ратне операције које су одмах за тим почеле показале су да је Едвард успео да се припреми за рат боље него Филип VI. Савез с богатим фландриским градовима обезбедио је Едварду III велика новчана средства. Он је провео реорганизацију енглеске војске. Језгро енглеске војске постала је најамничка пешадија којој је дисциплинованост обезбедила премоћ над неуређеним одредима француских ритера, који нису умели да се боре у заједничком строју. Едвард III је организовао корпус стрелаца, тада најбољих у читавој Европи, чије су стреле погађале на растојању од 350 метара.
У почетку Французи су били успешнији.

### Битка код Слија
На мору Французи су нападали и палили градове на јужним и југоисточним деловима Енглеске. Енглези су изводили понеку одмазду, али Французи су били много јачи. Филип VI Валоа издаје наредбе 1339. да се припреми инвазија Енглеске и у ту сврху почиње припремати флоту код Слија (Еклиза), града који лежи на ушћу Шелде. Међутим у јуну 1340. Енглези нападају луку и уништавају француску флоту у бици код Слија јуна 1340. године. Том су победом Енглези постали господари на мору. Што се тиче ратних операција на суву, које су сада биле пренете на француску територију, оне су вођене споро и нису доводиле до одлучних резултата. Али се затим показало да је премоћ потпуно на страни Енглеза. Тиме је окончана опасност инвазије на Енглеску.

## Копнене операције

### Филип VI успешнији на почетку рата
У копненом рату Едвард III се концентрисао на Фландрију и Холандију, где добија савезнике дипломатијом и поткупљивањем. У првом нападу на Пикардију 1339. Филип одбија да се суочи са Енглезима, па Едвард није могао чекати, јер је остао без новца. Враћа се у Енглеску да подигне још новца. Враћа се јула 1340, па опседа Турне. Филип опкољава нападаче, али не нуди битку. Едвард III поново остаје без новца и тајно напушта Фландрију, да избегне оне који су му позајмили новац.

### Рат за Бретању
Рат је у том почетном делу био успешан за Филипа. Успешно је спроводио фабијанску стратегију избегавања битке, чиме је противника доводио до нагомилавања дугова. Током 1341. конфликт око наследства војводства Бретање претвара се у Рат за бретонско насљеђе. У том рату Француска и Енглеска подржавају два супротстављена претендента. Градови прелазе неколико пута из руке у руку, а Енглези постављају своје гарнизоне у Бретањи. Још увек је Филип био надмоћнији. Долази до преговора 1343, али Филип одбија Едвардов предлог да се рат заврши предајом војводства Аквитаније Едварду под пуни суверенитет.

### Енглески напад 1345. и пад Нормандије
Следећи напад уследио је 1345, када Енглези враћају поједине градове у Аквитанији изгубљене у Сан Сардоском рату. У Бретањи су Енглези такође остварили извесне добитке. Французи су одговорили 1346. контранападом на Аквитанију и опсадом Егиљона и грофа Дербија. Едвард III користи заузетост француске војске у Аквитанији, па заузима палећи и пљачкајући велик део Нормандије укључујући Кан. Намеравао је да иде даље, али се повлачи када је Филип VI Валоа скупио велику војску код Париза.

### Битка код Кресија
Едвард се припремио за битку код Кресија. Филип је планирао да нападне следећег дана, међутим војска му је била у нереду и нестрпљива да започне битку. У бици код Кресија 1346. много бројнија француска војска је тешко поражена, а Филип је једва избегао заробљавање.

### Пад Калеа
Енглези су преузели иницијативу, а Французи прекидају са опсадом Егиљона у Аквитанији. Енглеска војска је кренула у опсаду Калеа, који се чврсто држао. Филип шаље у јулу 1347. војску да ослободи град опсаде, али овај пут је Едвард имао довољно новца да издржи без одлучне битке. Едвард је у међувремену унапредио порескни систем у Енглеској, а Нормандију је био опљачкао. Филип је отишао у августу, а Кале пада у руке Енглеза. Заузимање те луке донело је Енглезима важно упориште у Француској. Кале је остао у власти Енглеза до 1558. године.

## Куга уништава трећину становништва Француске
После пораза код Кресија и губитка Калеа скупштина одбија Филипов план, да се скупе новци за инвазију Енглеске.
Већ 1348. долази раздобље куге, Црне смрти, која је побила трећину становништва. Недостатак радне снаге је изазвао инфлацију. Краљ је покушао да фиксира цене изазивајући даљњу дестабилизацију земље. Наслеђује га Жан II Добри.

## Породично стабло
|  |                                         |  |  |  |  |  |  |  |  |  |  |  |  |  |  |  |
|  | 16. Луј VIII (=24)                      |  |  |  |  |  |  |  |  |  |  |  |  |  |  |  |
|  |                                         |  |  |  |  |  |  |  |  |  |  |  |  |  |  |  |
|  |                                         |  |  |  |  |  |  |  |  |  |  |  |  |  |  |  |
|  | 8. Луј IX                               |  |  |  |  |  |  |  |  |  |  |  |  |  |  |  |
|  |                                         |  |  |  |  |  |  |  |  |  |  |  |  |  |  |  |
|  |                                         |  |  |  |  |  |  |  |  |  |  |  |  |  |  |  |
|  | 17. Бланка од Кастиље (=25)             |  |  |  |  |  |  |  |  |  |  |  |  |  |  |  |
|  |                                         |  |  |  |  |  |  |  |  |  |  |  |  |  |  |  |
|  |                                         |  |  |  |  |  |  |  |  |  |  |  |  |  |  |  |
|  | 4. Филип III                            |  |  |  |  |  |  |  |  |  |  |  |  |  |  |  |
|  |                                         |  |  |  |  |  |  |  |  |  |  |  |  |  |  |  |
|  |                                         |  |  |  |  |  |  |  |  |  |  |  |  |  |  |  |
|  | 18. Рамон Беренгар IV од Провансе (=26) |  |  |  |  |  |  |  |  |  |  |  |  |  |  |  |
|  |                                         |  |  |  |  |  |  |  |  |  |  |  |  |  |  |  |
|  |                                         |  |  |  |  |  |  |  |  |  |  |  |  |  |  |  |
|  | 9. Маргарета од Провансе                |  |  |  |  |  |  |  |  |  |  |  |  |  |  |  |
|  |                                         |  |  |  |  |  |  |  |  |  |  |  |  |  |  |  |
|  |                                         |  |  |  |  |  |  |  |  |  |  |  |  |  |  |  |
|  | 19. Беатриче Савојска (=27)             |  |  |  |  |  |  |  |  |  |  |  |  |  |  |  |
|  |                                         |  |  |  |  |  |  |  |  |  |  |  |  |  |  |  |
|  |                                         |  |  |  |  |  |  |  |  |  |  |  |  |  |  |  |
|  | 2. Шарл Валоа                           |  |  |  |  |  |  |  |  |  |  |  |  |  |  |  |
|  |                                         |  |  |  |  |  |  |  |  |  |  |  |  |  |  |  |
|  |                                         |  |  |  |  |  |  |  |  |  |  |  |  |  |  |  |
|  | 20. Петар II Арагонски                  |  |  |  |  |  |  |  |  |  |  |  |  |  |  |  |
|  |                                         |  |  |  |  |  |  |  |  |  |  |  |  |  |  |  |
|  |                                         |  |  |  |  |  |  |  |  |  |  |  |  |  |  |  |
|  | 10. Ђауме I од Арагона                  |  |  |  |  |  |  |  |  |  |  |  |  |  |  |  |
|  |                                         |  |  |  |  |  |  |  |  |  |  |  |  |  |  |  |
|  |                                         |  |  |  |  |  |  |  |  |  |  |  |  |  |  |  |
|  | 21. Марија од Монпељеа                  |  |  |  |  |  |  |  |  |  |  |  |  |  |  |  |
|  |                                         |  |  |  |  |  |  |  |  |  |  |  |  |  |  |  |
|  |                                         |  |  |  |  |  |  |  |  |  |  |  |  |  |  |  |
|  | 5. Изабела Арагонска                    |  |  |  |  |  |  |  |  |  |  |  |  |  |  |  |
|  |                                         |  |  |  |  |  |  |  |  |  |  |  |  |  |  |  |
|  |                                         |  |  |  |  |  |  |  |  |  |  |  |  |  |  |  |
|  | 22. Андрија II Арпадовић                |  |  |  |  |  |  |  |  |  |  |  |  |  |  |  |
|  |                                         |  |  |  |  |  |  |  |  |  |  |  |  |  |  |  |
|  |                                         |  |  |  |  |  |  |  |  |  |  |  |  |  |  |  |
|  | 11. Јоланда од Угарске                  |  |  |  |  |  |  |  |  |  |  |  |  |  |  |  |
|  |                                         |  |  |  |  |  |  |  |  |  |  |  |  |  |  |  |
|  |                                         |  |  |  |  |  |  |  |  |  |  |  |  |  |  |  |
|  | 23. Јоланда од Куртенеа                 |  |  |  |  |  |  |  |  |  |  |  |  |  |  |  |
|  |                                         |  |  |  |  |  |  |  |  |  |  |  |  |  |  |  |
|  |                                         |  |  |  |  |  |  |  |  |  |  |  |  |  |  |  |
|  | 1. Филип VI Валоа                       |  |  |  |  |  |  |  |  |  |  |  |  |  |  |  |
|  |                                         |  |  |  |  |  |  |  |  |  |  |  |  |  |  |  |
|  |                                         |  |  |  |  |  |  |  |  |  |  |  |  |  |  |  |
|  | 24. Луј VIII (=16)                      |  |  |  |  |  |  |  |  |  |  |  |  |  |  |  |
|  |                                         |  |  |  |  |  |  |  |  |  |  |  |  |  |  |  |
|  |                                         |  |  |  |  |  |  |  |  |  |  |  |  |  |  |  |
|  | 12. Карло I Анжујски                    |  |  |  |  |  |  |  |  |  |  |  |  |  |  |  |
|  |                                         |  |  |  |  |  |  |  |  |  |  |  |  |  |  |  |
|  |                                         |  |  |  |  |  |  |  |  |  |  |  |  |  |  |  |
|  | 25. Бланка од Кастиље (=17)             |  |  |  |  |  |  |  |  |  |  |  |  |  |  |  |
|  |                                         |  |  |  |  |  |  |  |  |  |  |  |  |  |  |  |
|  |                                         |  |  |  |  |  |  |  |  |  |  |  |  |  |  |  |
|  | 6. Карло II Напуљски                    |  |  |  |  |  |  |  |  |  |  |  |  |  |  |  |
|  |                                         |  |  |  |  |  |  |  |  |  |  |  |  |  |  |  |
|  |                                         |  |  |  |  |  |  |  |  |  |  |  |  |  |  |  |
|  | 26. Рамон Беренгар IV од Провансе (=18) |  |  |  |  |  |  |  |  |  |  |  |  |  |  |  |
|  |                                         |  |  |  |  |  |  |  |  |  |  |  |  |  |  |  |
|  |                                         |  |  |  |  |  |  |  |  |  |  |  |  |  |  |  |
|  | 13. Беатрис од Провансе                 |  |  |  |  |  |  |  |  |  |  |  |  |  |  |  |
|  |                                         |  |  |  |  |  |  |  |  |  |  |  |  |  |  |  |
|  |                                         |  |  |  |  |  |  |  |  |  |  |  |  |  |  |  |
|  | 27. Беатриче Савојска (=19)             |  |  |  |  |  |  |  |  |  |  |  |  |  |  |  |
|  |                                         |  |  |  |  |  |  |  |  |  |  |  |  |  |  |  |
|  |                                         |  |  |  |  |  |  |  |  |  |  |  |  |  |  |  |
|  | 3. Маргарета од Анжуа и Мена            |  |  |  |  |  |  |  |  |  |  |  |  |  |  |  |
|  |                                         |  |  |  |  |  |  |  |  |  |  |  |  |  |  |  |
|  |                                         |  |  |  |  |  |  |  |  |  |  |  |  |  |  |  |
|  | 28. Бела IV                             |  |  |  |  |  |  |  |  |  |  |  |  |  |  |  |
|  |                                         |  |  |  |  |  |  |  |  |  |  |  |  |  |  |  |
|  |                                         |  |  |  |  |  |  |  |  |  |  |  |  |  |  |  |
|  | 14. Стефан V Угарски                    |  |  |  |  |  |  |  |  |  |  |  |  |  |  |  |
|  |                                         |  |  |  |  |  |  |  |  |  |  |  |  |  |  |  |
|  |                                         |  |  |  |  |  |  |  |  |  |  |  |  |  |  |  |
|  | 29. Марија Ласкарис                     |  |  |  |  |  |  |  |  |  |  |  |  |  |  |  |
|  |                                         |  |  |  |  |  |  |  |  |  |  |  |  |  |  |  |
|  |                                         |  |  |  |  |  |  |  |  |  |  |  |  |  |  |  |
|  | 7. Марија од Угарске                    |  |  |  |  |  |  |  |  |  |  |  |  |  |  |  |
|  |                                         |  |  |  |  |  |  |  |  |  |  |  |  |  |  |  |
|  |                                         |  |  |  |  |  |  |  |  |  |  |  |  |  |  |  |
|  | 30. Шејхан или Котан?                   |  |  |  |  |  |  |  |  |  |  |  |  |  |  |  |
|  |                                         |  |  |  |  |  |  |  |  |  |  |  |  |  |  |  |
|  |                                         |  |  |  |  |  |  |  |  |  |  |  |  |  |  |  |
|  | 15. Јелисавета Куманка                  |  |  |  |  |  |  |  |  |  |  |  |  |  |  |  |
|  |                                         |  |  |  |  |  |  |  |  |  |  |  |  |  |  |  |
|  |                                         |  |  |  |  |  |  |  |  |  |  |  |  |  |  |  |
|  | 31. Galicie of Halicz                   |  |  |  |  |  |  |  |  |  |  |  |  |  |  |  |
|  |                                         |  |  |  |  |  |  |  |  |  |  |  |  |  |  |  |
|  |                                         |  |  |  |  |  |  |  |  |  |  |  |  |  |  |  |